# Eranthemum tubiflorum
Eranthemum tubiflorum är en akantusväxtart som först beskrevs av T. Anders., och fick sitt nu gällande namn av Ludwig Radlkofer och Gustav Lindau. Eranthemum tubiflorum ingår i släktet Eranthemum och familjen akantusväxter. Inga underarter finns listade i Catalogue of Life.